# Bodony, Heves
Bodony  este un sat în districtul Pétervására, județul Heves, Ungaria, având o populație de 807 locuitori (2011). 

## Demografie
Componența etnică a satului Bodony
     Maghiari (87,41%)
     Romi (11,13%)
     Necunoscut (1,02%)
     Germani (0,44%)
     Alții (1,02%)
Componența confesională a satului Bodony
     Romano-catolici (54,89%)
     Fără religie (6,94%)
     Reformați (2,6%)
     Necunoscută (35,19%)
     Greco-catolici (0,37%)
     Alte religii (0,87%)
Conform recensământului din 2011, satul Bodony avea 807 locuitori. Din punct de vedere etnic, majoritatea locuitorilor (87,41%) erau maghiari, cu o minoritate de romi (11,13%). Apartenența etnică nu este cunoscută în cazul a 1,02% din locuitori.  Din punct de vedere confesional, majoritatea locuitorilor (54,89%) erau romano-catolici, existând și minorități de persoane fără religie (6,94%) și reformați (2,6%). Pentru 35,19% din locuitori nu este cunoscută apartenența confesională.